# Beta Herculis
Désignations
Beta Herculis (β Her / β Herculis, Bêta Herculis) est l'étoile la plus brillante de la constellation d'Hercule. Sa magnitude apparente est de +2,77. Elle porte également le nom traditionnel de Kornephoros (« porteur de massue ») en grec. D'après la mesure de sa parallaxe annuelle par le satellite Hipparcos, le système est situé à environ 139 années-lumière de la Terre. Il se rapproche du Système solaire à une vitesse radiale de −26 km/s.
Beta Herculis est en réalité une étoile binaire spectroscopique avec une période orbitale de 411 jours et avec une excentricité de 0,55. Son étoile primaire est une géante jaune de type spectral G7IIIaFe-0,5, avec la notation « Fe-0,5 » qui indique que son spectre montre une relative sous-abondance en fer. Celle-ci n'est en effet équivalente qu'à 62 % de celle du Soleil. C'est une étoile variable suspectée, dont la magnitude apparente semble varier entre 2,76 et 2,81.